# 59th Street – Columbus Circle (New Yorks tunnelbana)
59th Street – Columbus Circle är en tunnelbanestation i New Yorks tunnelbana, som ligger vid Columbus Circle, Broadway och 59th Street nära Central Park i Midtown Manhattan. Stationen invigdes 1904 för Broadway – Seventh Avenue Line. Även Eighth Avenue Line trafikerar stationen från 1932.

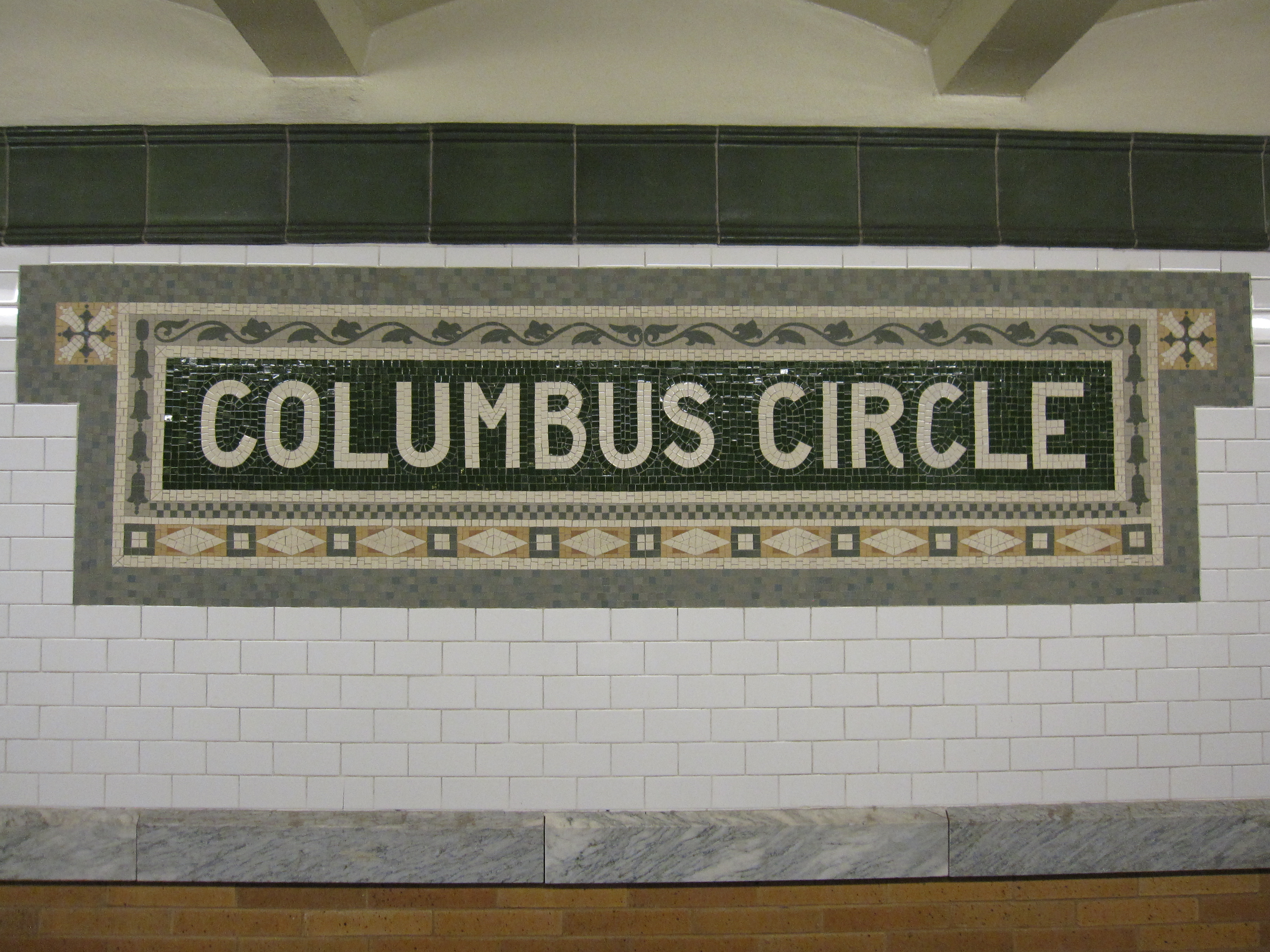
Broadway – Seventh Avenue Line
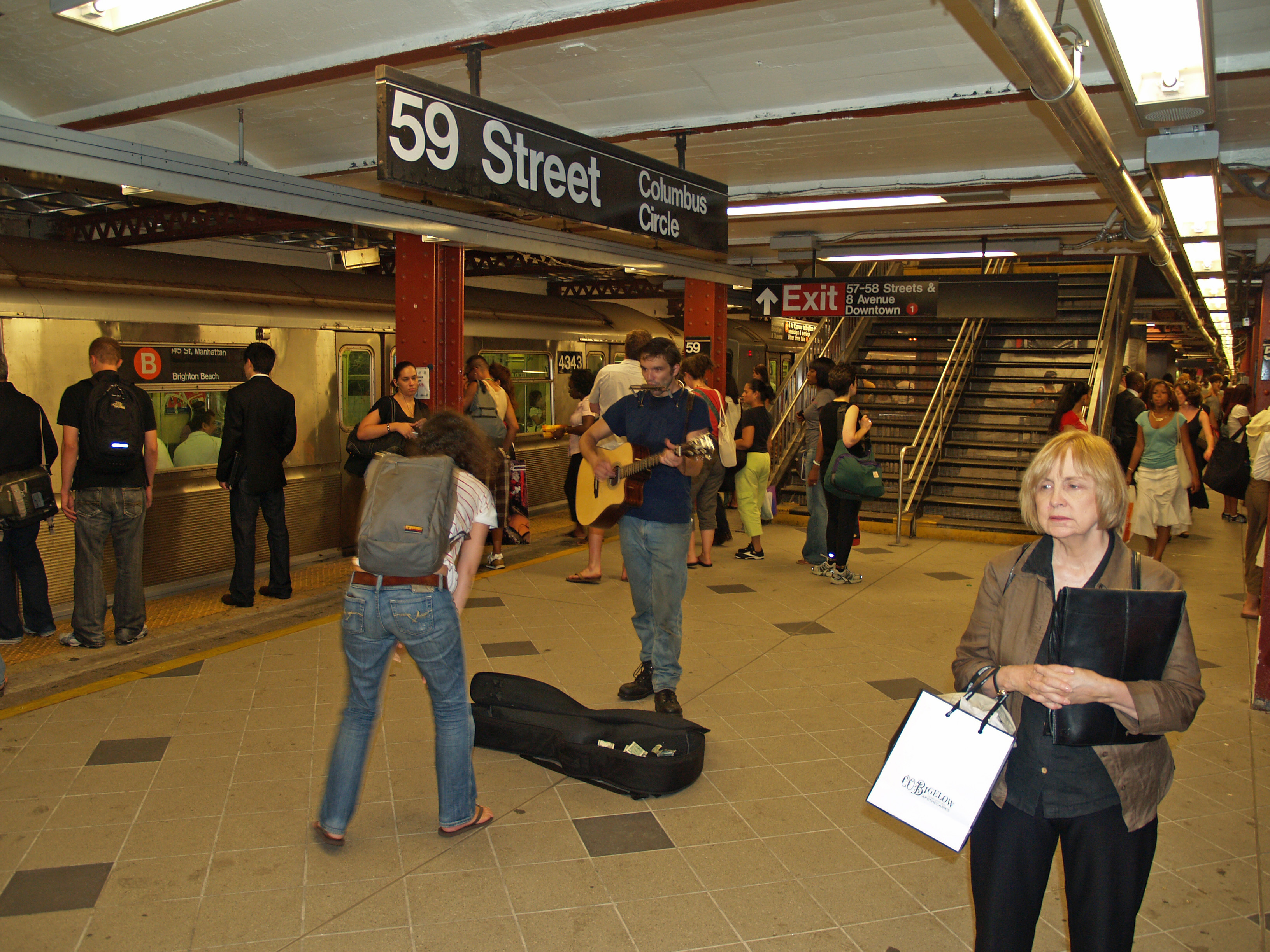
Eighth Avenue Line
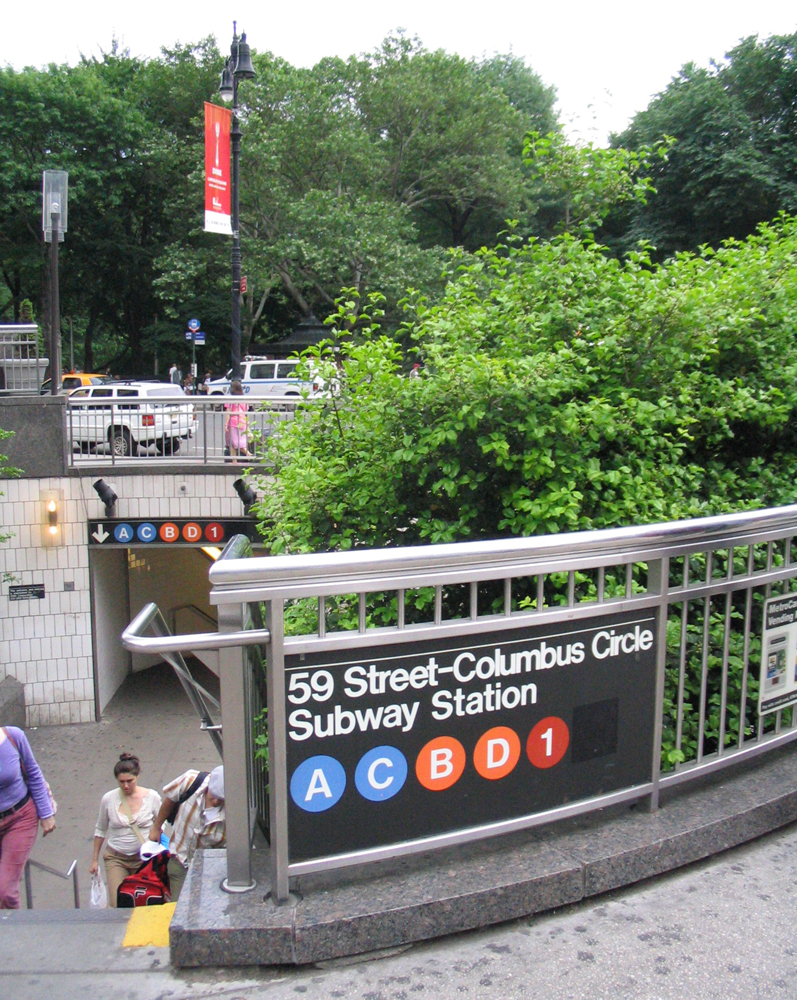
En av entréerna nära Central Park
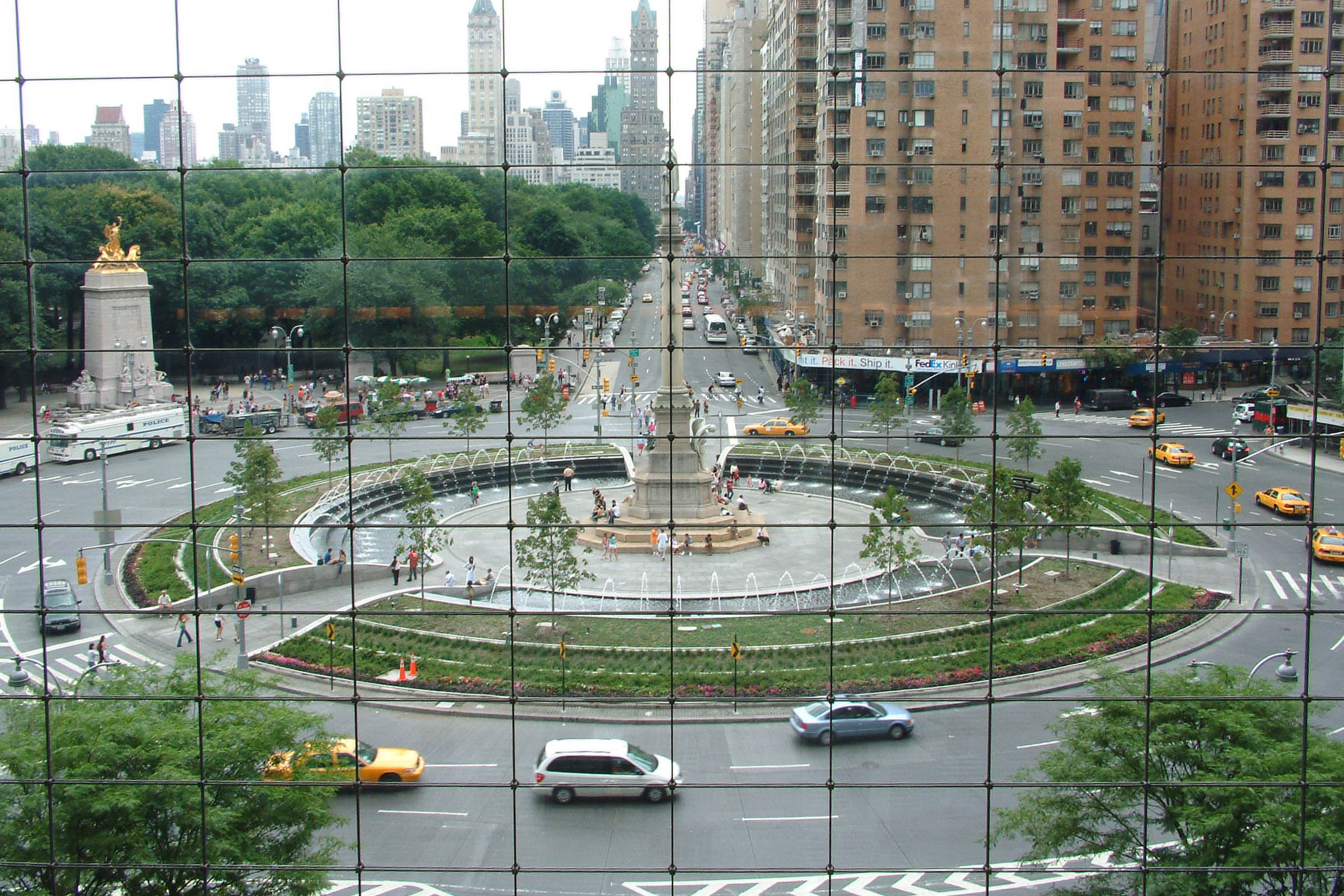
Columbus Circle
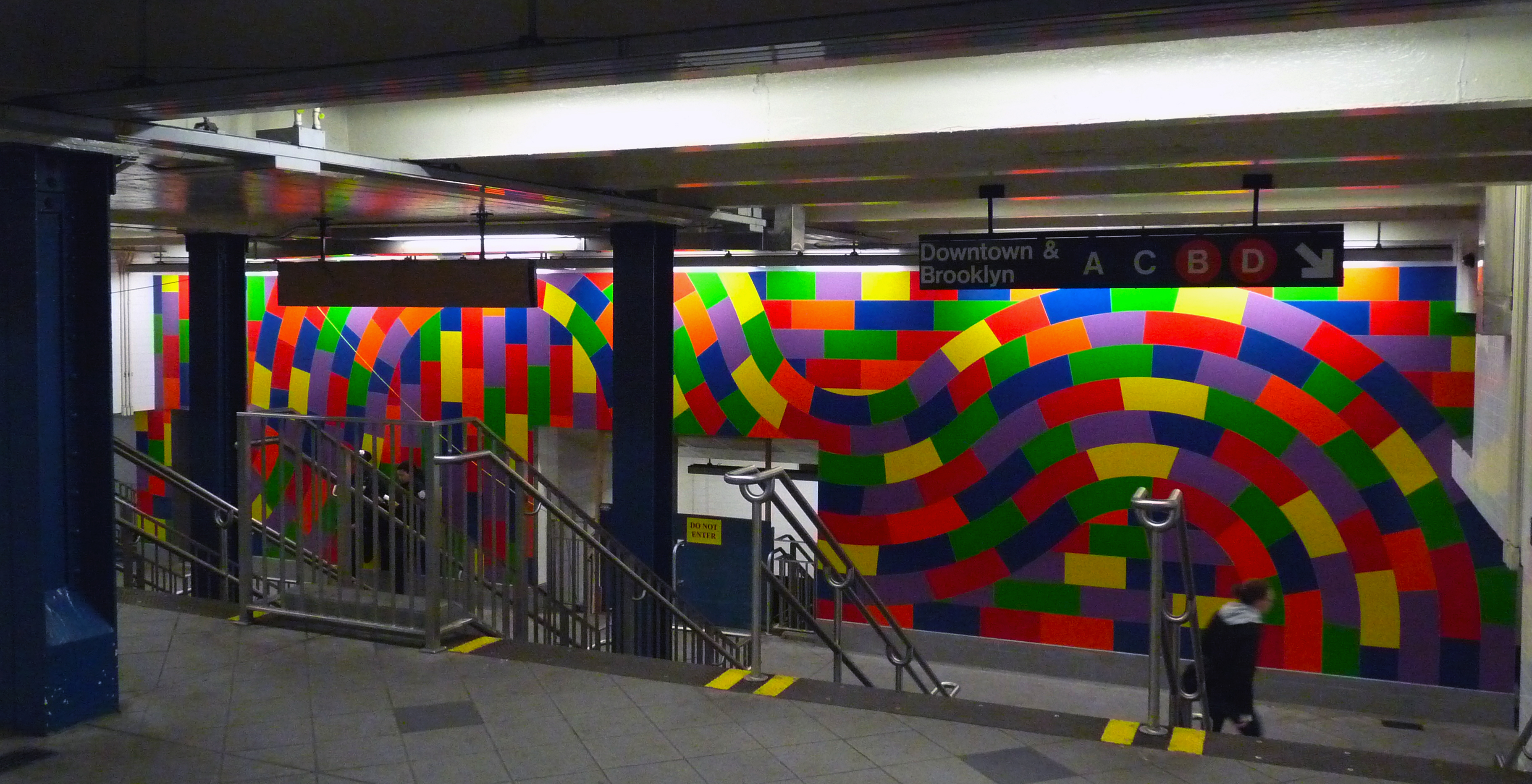
Konst
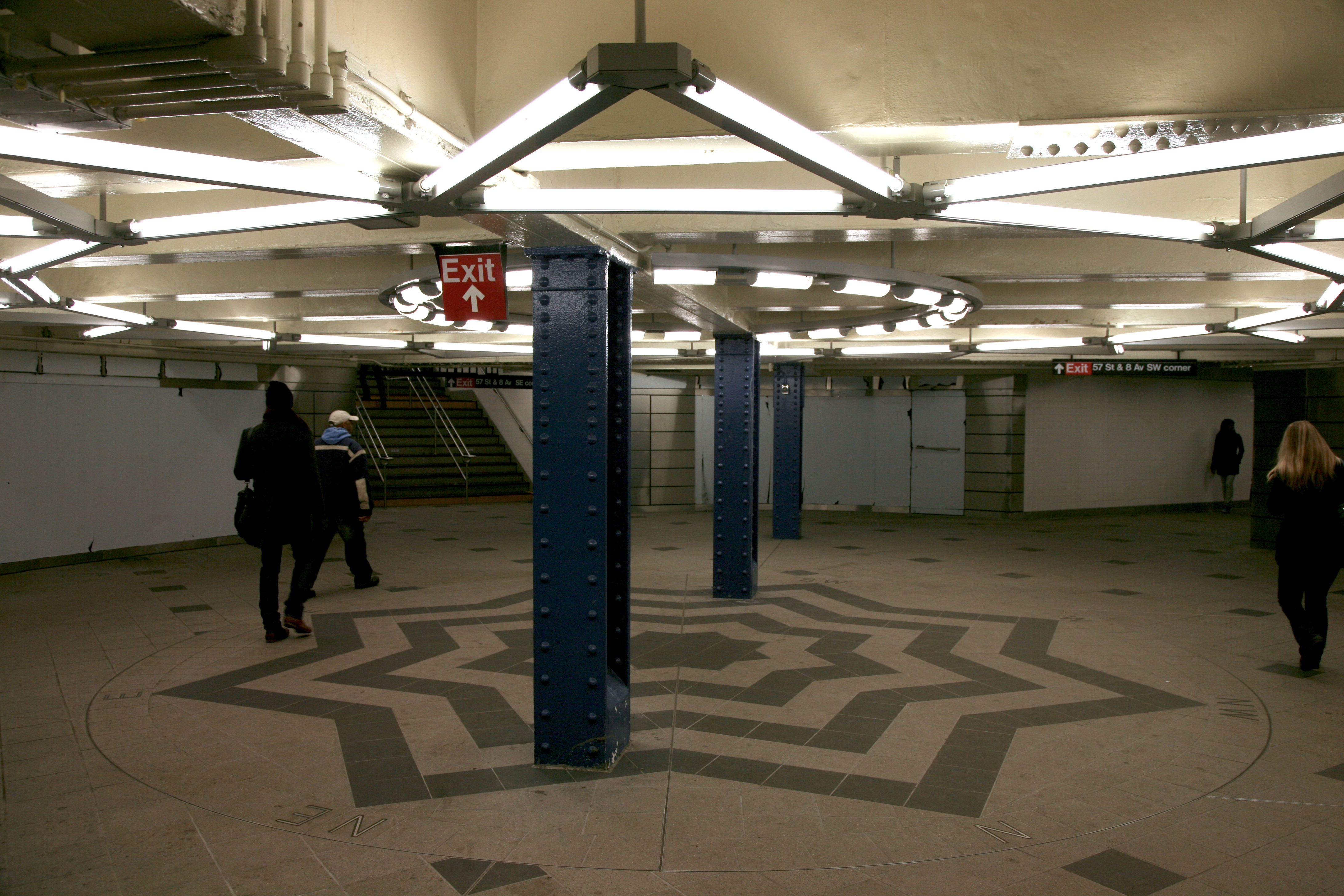